# Wang Chiu-Hwa

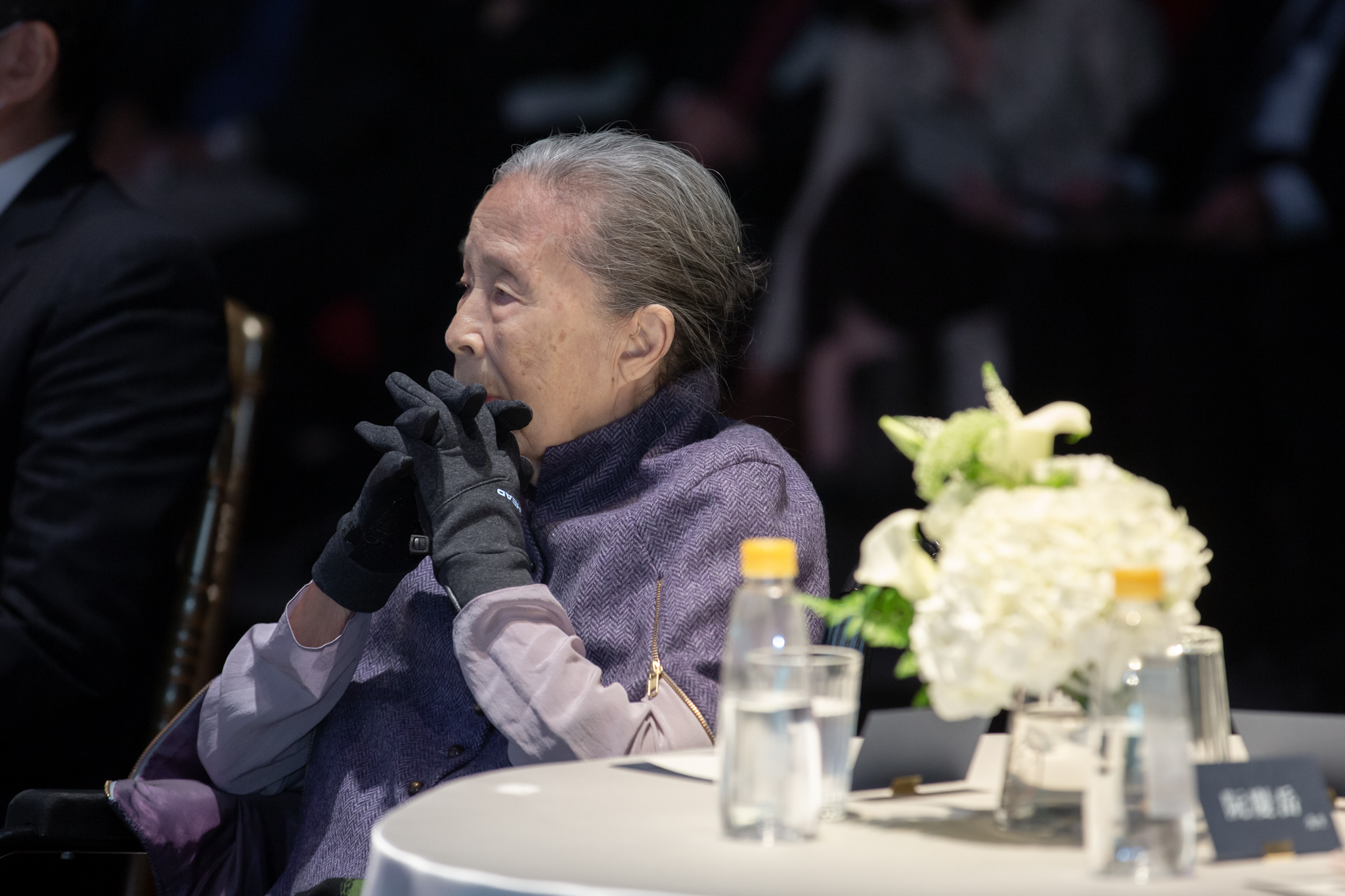
Wang Yu Ching, 2020

 Wang Chiu-Hwa (chinesisch 王秋華;* 8. August 1925 in Peking, Republik China; † 14. Juni 2021 in Taipei, Republik China (Taiwan)) war eine taiwanische Architektin und Hochschullehrerin. Sie ist bekannt für ihre Entwürfe öffentlicher Bibliotheken in Taiwan und wird deshalb als Mutter der taiwanischen Bibliotheksarchitektur bezeichnet.

## Leben und Werk
Wang war die Tochter der Malerin Hsiao Te-hua (蕭德華) und von Wang Shih-chieh (王世杰), der mehrere wichtige Posten in der chinesischen Nationalpartei innehatte, darunter den des Außenministers von 1945 bis 1948. Sie zog während ihrer Kindheit aufgrund der Arbeit ihres Vaters und des Zweiten Weltkriegs und des chinesischen Bürgerkriegs von Peking nach Wuhan, dann nach Nanjing und nach Chongqing. Ihren Bachelor of Science in Architektur erhielt sie im ersten chinesischen Universitätsprogramm für Architektur an der National Central University in Chongqing. Danach studierte ab 1946 sie an der University of Washington in Seattle, bevor sie an die Columbia University School of Architecture wechselte, wo sie 1949 bei Percival Goodman ihren Master of Science in Architektur erwarb.
Wang begann noch während ihres Studiums, für Goodman zu arbeiten, und war nach ihrem Abschluss bis 1979 in seinem Architekturbüro in New York City tätig. 1975 wurde sie seine Partnerin. Während eines Sanatoriumsaufenthaltes, bei dem sie sich von Tuberkulose erholte, entwarf sie ihr erstes Projekt, eine Synagoge, den Fairmount Temple in Beachwood Village, Ohio. Neben sechs Schulen in New York war sie an der Gestaltung von rund 60 jüdischen Gotteshäusern in den gesamten USA beteiligt, darunter auch an der Fifth Avenue Synagogue in Manhattan.
Wangs erste Arbeit mit Bezug zu Taiwan war das Zentrum für Amerikanistik (heute Institut für Europäische und Amerikanische Studien) an der Academia Sinica, das sie 1973 fertigstellte.

## Architektin in Taiwan

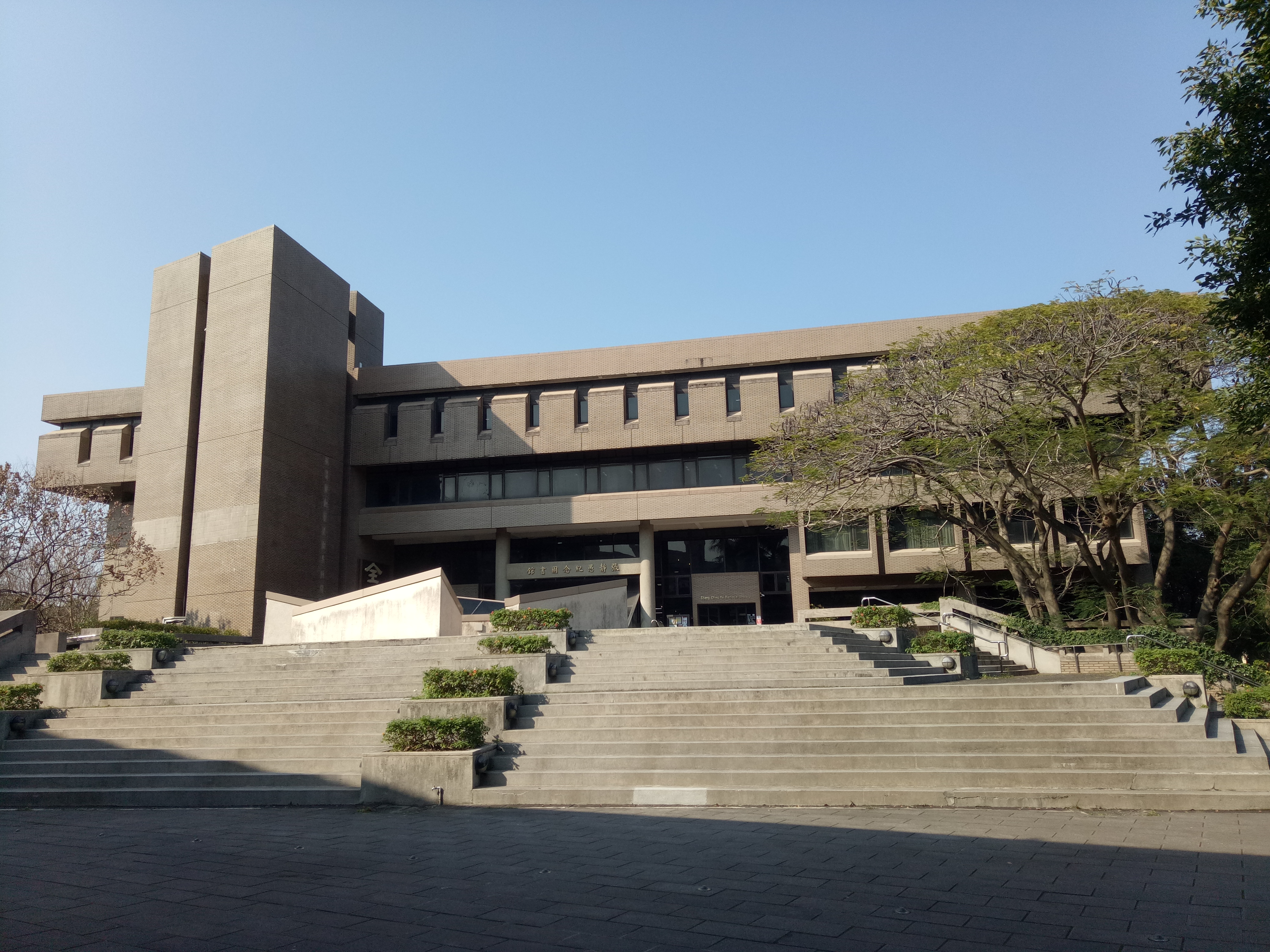
Hauptbibliothek der Chung Yuan Christian Universität. Die Architektur und das Design stammen von Wang Chiu-Hwa und Joshua Jih Pan.

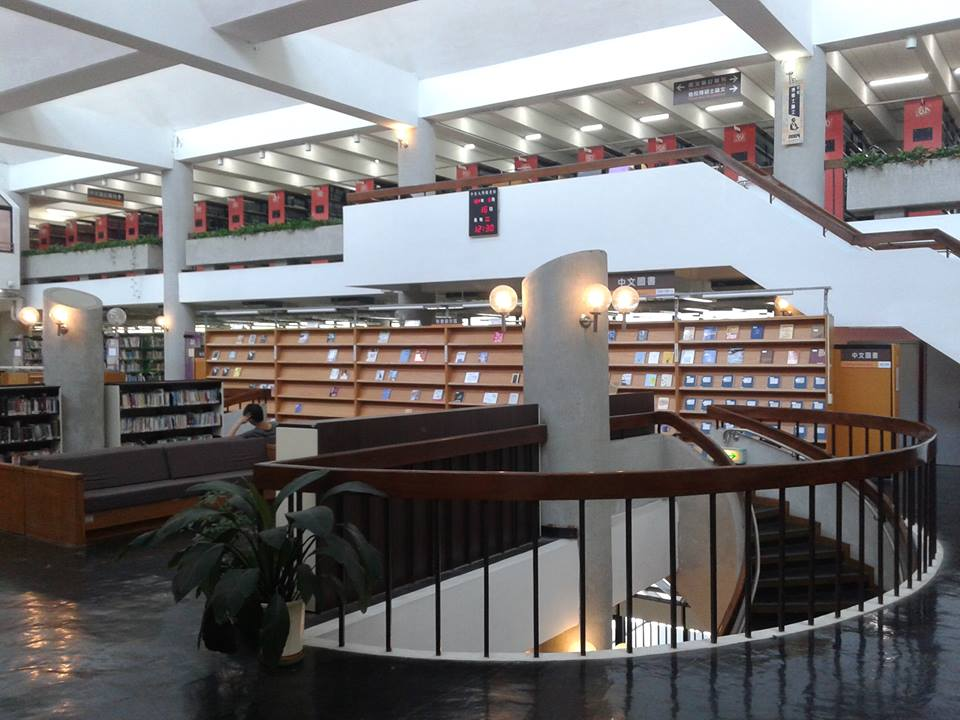
4. Stock der Hauptbibliothek der Chung Yuan Christian University (CYCU)

Nach ihrer Rückkehr 1979 aus den USA nach Taiwan nahm Wang eine Lehrtätigkeit am Taipei Institute of Technology und der Tamkang University auf, wo sie bis 1996 lehrte.
Sie eröffnete 1981 ihr eigenes Büro. Ihr erstes Projekt war ihr eigenes Apartmentgebäude auf dem Familiengrundstück. Das nach dem Pseudonym ihres Vaters Xue Residence (雪舍) benannte Gebäude wurde oft in Architekturmagazinen vorgestellt.
Ihr erstes öffentliches Projekt war die Chang Ching Yu Memorial Library (張靜愚紀念圖書館) der Chung Yuan Christian University (CYCU), die oft als die erste moderne Freihandbibliothek des Landes angesehen wird. Sie war als Architektin an Bibliotheken tätig unter anderem an der National Changhua Normal University, der National Taiwan Ocean University, des National Palace Museum und der National Chung Cheng University.
1997 erfüllten sie und ihre ältere Schwester den Wunsch ihres verstorbenen Vaters und schenkten seiner Heimatstadt im Kreis Chungyang in der Provinz Hubei eine Bibliothek, die sie Xueting-Bibliothek (雪艇圖書館) nannten.
Wang starb 2021 im Alter von 96 Jahren.

## Auszeichnungen
- 2003 wurde Wang als herausragende Architektin Taiwans ausgezeichnet.[13]
- 2019 erhielt sie im Alter von 94 Jahren den National Award for Arts und war die erste Frau, die diese Auszeichnung für künstlerische Leistungen in der Architektur erhielt.[14]